# DBC Pierre
DBC Pierre (nacido como Peter Finlay, Old Reynella, Australia Meridional; 1961) es un escritor australiano, más conocido por su novela Vernon God Little, publicada en 2003 y Premio Booker.

## Primeros años
Pierre nació en el año 1961 en el suburbio metropolitano de Old Reynella, Australia Meridional, donde su padre daba conferencias sobre genética en la Universidad de Adelaida. Para la edad de dos años, Pierre había pasado tiempo en Estados Unidos, en el Pacífico Sur y Gran Bretaña. A la edad de siete años enfermó de hepatitis y pasó un año entero en cama. Vivió hasta la edad de 20 años en la ciudad de México y asistió a la Edron Academy. 

## Carrera
Pierre fue galardonado con el Premio Booker de ficción, el 14 de octubre de 2003 por Vernon God Little, su primera novela, convirtiéndose en el tercer autor de origen australiano en recibir este honor. Tras ganar el Whitbread First Novel Award, en 2003 se convirtió en el primer escritor en recibir un Booker y un Whitbread por el mismo libro. El libro también ganó el premio Bollinger Everyman Wodehouse de literatura cómica en el Hay Festival en 2003, y obtuvo un premio James Joyce de la University College Dublin.

## Obras
- Vernon God Little (enero de 2003, Premio Booker 2003)
- Ludmila's Broken English (febrero de 2006)
- Lights Out in Wonderland[2]